# 日本航空雲仙号不時着事故
日本航空雲仙号不時着事故（にほんこうくううんぜんごうふじちゃくじこ）は、1957年（昭和32年）9月30日に発生した航空事故である。

## 事故機に関する情報
事故機となったJA6011機は愛称を「雲仙」と命名されていた。当時の日本航空のDC-4には日本の著名な山に因んだ愛称をつけていた。製造番号は42982で1946年（昭和21年）に製造され、アメリカ合衆国のキャピタル航空で運用されていた。その当時の機体記号はN53022であった。
1956年4月に日本航空は約70万USドル（当時の円換算で2億5200万円）で購入し、座席数61席の日本航空仕様に改装した。事故発生までに雲仙号は就航から11年、飛行時間3万0906時間23分であり、中古機としてはとりたてて老朽化しているというほどではなかった。

## 事故の経過
1957年（昭和32年）9月30日、雲仙号は東京の東京国際空港（羽田）と大阪の大阪国際空港（伊丹）を往復する運航で、折り返し東京へは108便として向かう予定であった。雲仙号には運航乗務員2人と客室乗務員2人、乗客51人が搭乗していた。乗客の中にはジャズ評論家の三木鮎郎がいた。また航空貨物として49袋305Kgの荷物と、郵政省から委託された郵便袋27袋160Kgも搭載されていた。
108便の定刻の出発時刻は午後8時25分であったが、往路が航空管制の都合で遅延したため、離陸したのは定刻より1時間10分遅れた午後9時36分であった。しかし離陸直後に左翼にある第一エンジンが停止し、ほかの3つのエンジンも不調に陥ってしまった。そのため機体は失速状態になった。この非常事態に機長は伊丹の滑走路に引き返すことは不可能と判断し、不時着を決断した。午後9時40分ごろに雲仙号は滑走路の延長線上にあった豊中市勝部の水田に不時着したが、機体が電線に引っかかり損傷したため、炎上しながらそのまま滑走した。乗客は客室乗務員による迅速な避難誘導が行われたため、衝撃により3人のけが人が出たが全員無事に脱出することができた。この避難誘導は賞賛された。また運航乗務員2人も重傷を負ったが、運輸省航空局からは空港に引き返していた場合には途中で墜落していたとして、判断は的確だったと賞賛された。

## 事故調査
運輸省による事故調査によれば、事故機のクロスフィードバルブに異常があり、燃料タンクから航空ガソリンの供給が滞りエンジンが故障し、失速したとされた。また大阪地検は機長に過失の嫌疑はないとして不起訴処分にしたため、刑事処分は行われなかった。

## 事故後
日本航空は保険会社から機体全損の保険金2億4000万円を受領したほか、乗客や収穫前の稲に被害を受けた地主への弁済費用500万円を受領した。また日本航空は事故で全壊した雲仙号の代替機として日本国外の航空会社から中古機のDC-4の浅間号（JA6014）と天城号（JA6015）の2機を1958年（昭和33年）2月に購入した。